# Placówka Straży Granicznej w Czeremsze
Placówka Straży Granicznej w Czeremsze – graniczna jednostka organizacyjna polskiej straży granicznej realizująca zadania w ochronie granicy państwowej.

## Formowanie i zmiany organizacyjne
Jednostkę graniczną w Czeremsze utworzono w czerwcu 1975 roku .
Placówka Straży Granicznej w Czeremsze powołana została w strukturach Podlaskiego Oddziału Straży Granicznej 24 sierpnia 2005 roku. Sformowana została na bazie Granicznej Placówki Kontrolnej Czeremcha.

## Terytorialny zasięg działania
Placówka Straży Granicznej w Czeremsze ochrania odcinek granicy państwowej z Republiką Białorusi o długości 20,430 km  od znaku granicznego nr 1425 do znaku granicznego nr 1386 .
Linia rozgraniczenia:
1. z placówką Straży Granicznej w Mielniku: wyłącznie znak graniczny nr 1386, dalej granica gmin Czeremcha i Milejczyce oraz Nurzec-stacja[2] .
2. z placówką Straży Granicznej w Dubiczach Cerkiewnych: włącznie znak graniczny nr 1425, dalej granica gmin Dubicze Cerkiewne i Orla oraz Kleszczele i Boćki.

## Przejścia graniczne

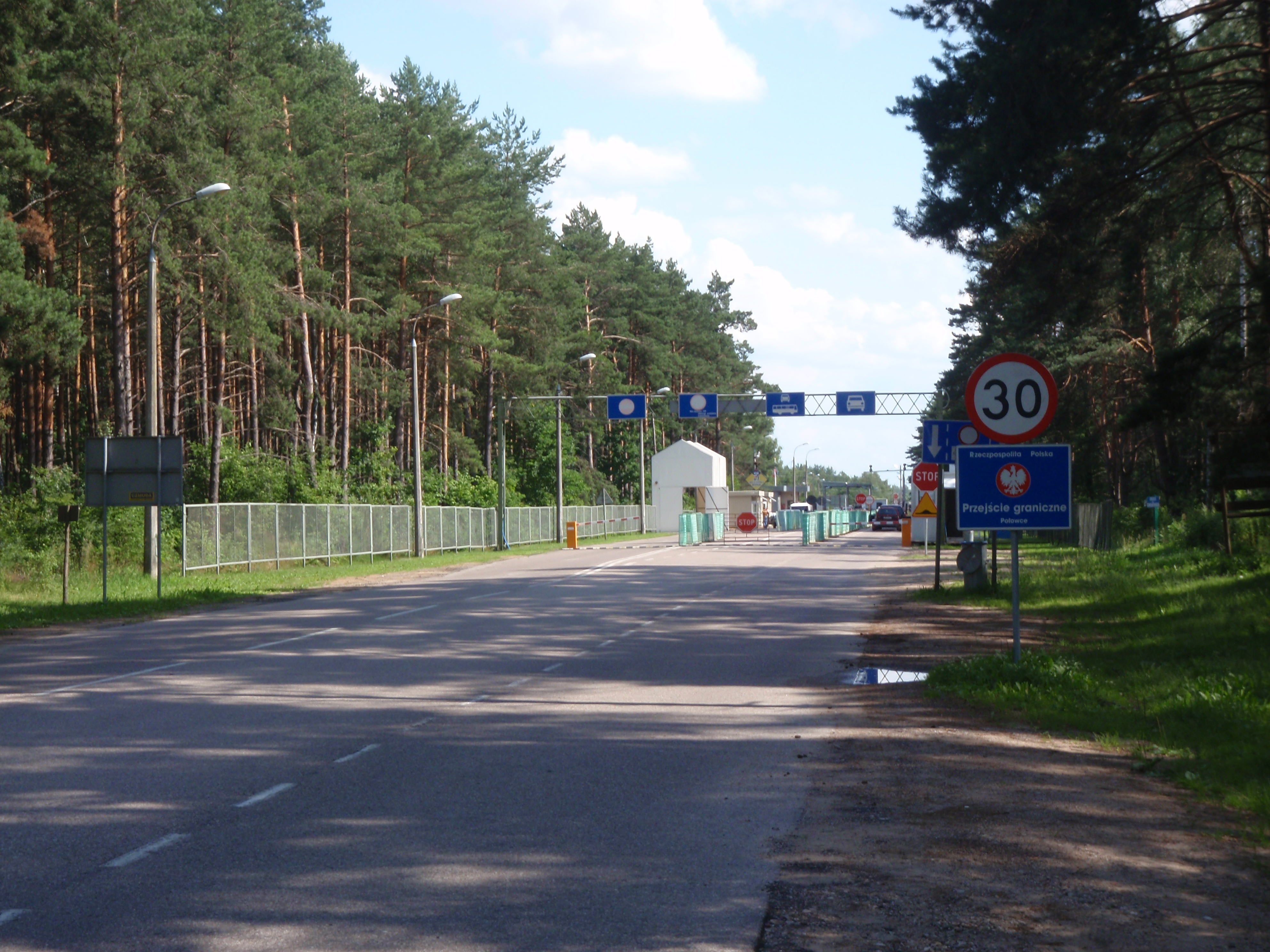
widok od strony Kleszczel

- kolejowe przejście graniczne Czeremcha-Wysokolitowsk
- drogowe przejście graniczne Połowce-Pieszczatka

## Komendanci placówki
- ppłk Konstanty German
- ppłk SG Andrzej Konończuk
- ppłk Adam Jarosz